# Bazilika Svetoga groba
Bazilika Svetoga groba naziv je za kršćansku crkvu u Jeruzalemu u kojoj se štuje Kalvarija i Isusov grob. Kršćani je štuju kao neprikosnovenu svetinju.
Nalazi se u Jeruzalemskom starom gradu, na mjestu gdje se nalazila Golgota, brdo Kristove Muke (Pasije). To je mjesto u 1. stoljeću bio napušteni kamenolom izvan jeruzalemskih zidina, a oko njega bilo je smješteno groblje čiji su ostaci i danas vidljivi. Nakon 135. Rimljani na tom mjestu grade kompleks hramova.

## Povijesni izvori

### Bizantsko i arapsko razdoblje
Kršćanski pisac Origen (3. stoljeće) govori o židovskoj predaji po kojoj se Adamov grob nalazio na mjestu Isusova razapinjanja, to jest na Kalvariji. Biskup Cezareje, Euzebije, prije 327., navodi da se mjesto "Lubanje (tj. Golgote ili Kalvarije), gdje je Krist razapet, još i danas pokazuje u Aeliji (lat. Aelia Capitolina bilo je rimsko ime Jeruzalema nakon 135.), sjeverno od brda Cion", unatoč tome što je ondje hram božice Afrodite.
Prema istom Euzebiju, upravo su ta kršćanska sjećanja omogućila rušenje hramova i izgradnju kršćanskoga svetišta. Naime, rimski car, prema rimskom pravu nije smio zapovijediti rušenje nekog hrama, osim u slučaju dokaza da je ondje prethodno postojalo neko drugo svetište. Rimski car Konstantin I. Veliki daje izgraditi ovu baziliku, a radovi traju od 327. do 335. godine.
Tada je izgrađena velika kružna zgrada, vjerojatno s kupolom, u obliku mauzoleja oko Isusova groba, a sam je grob obložen mramorom. Ova je građevina nazvana Anastasis (grč. Άνάστασις  = "Uskrsnuće"). Zapadno od nje nalazilo se otvoreno dvorište - trijem - unutar kojega se izdizala stijena Kalvarije. Još zapadnije podignuta je bazilika - crkva (grč. μαρτύριον) u kojoj se služila liturgija. Pri njezinoj je izgradnji odstupljeno od običaja da prezbiterij bude okrenut prema istoku, jer su arhitekti htjeli naznačiti važnost samoga groba, pa je crkva orijentirana prema zapadu, odnosno prema Isusovu grobu.
Od te trodjelne crkve danas je vidljiv samo okrugli dio, Anastasis, premda više puta obnavljan, te još pokoji zid i temelji.
Crkvu su 614. razorili Perzijanci, a nakon obnove, ponovno i kalif Hakem 1009. godine.

### Križarsko razdoblje
Nakon dolaska križara u Jeruzalem 1099. godine, počinju radovi na obnovi crkve, a završavaju 1141. Iz toga doba potječe južni ulaz s dvama porticima, od kojih je i danas jedan glavni ulaz u crkvu, središnji dio današnje crkve s malom kupolom i deambulatorijem (kružni prolaz iza oltarnog prostora), te dvije kapele u kripti.
U to doba za crkvu se brinu redovnici augustinci, čiji se samostan nalazio uz samu baziliku, a imao je izravan prolaz do nje s vratima u deambulatoriju.
Crkva, kako su je nadogradili križari u biti je bila onakva kakva je i danas. Vrijeme od Saladinova osvajanja i čitava vlast Ajubida i Mameluka nije donijela arhitektonskih promjena.

### Razdoblje turske vlasti i "Status quo"
1517. Jeruzalem osvajaju Turci, a u bazilici svetog groba zatiču složenu situaciju. Kroz povijest u njoj su određeno vlasništvo i prava stekli grčki pravoslavci Jeruzalemske patrijašije, Franjevačka Kustodija Svete zemlje u ime Katoličke crkve, Armenska istočna pravoslavna Crkva, te ostale manje zajednice (Kopti, Etiopljani, Sirijci).
Već u vrijeme Mameluka, a još više u doba Osmanskog carstva, vladari su nastojali izvući korist od zanimanja različitih Crkava za ovo svetište, pa su određena prava i vlasništva naplaćivali. Tako je dolazilo i do čestih sukoba unutar same bazilike.
Na koncu je turski sultan u dva navrata priznao tzv. "Status quo" (1757. i 1852.). Riječ je o nizu mahom nepisanih pravila koja vladaju unutar bazilike Svetoga groba, a određuju vlasništvo i prava pojedinih Crkava. Prema tome pravilniku, vlasnici crkve su skupa grčki pravoslavni Jeruzalemska patrijaršija, Franjevačka Kustodija Svete zemlje u ime Katoličke Crkve, te Jeruzalemska patrijaršija Armenske istočne pravoslavne Crkve. Usto, određena prava pripadaju i manjim Crkvama. Osim Osmanskog carstva, jamci "Statusa quo" postale su i velike europske sile, posebice Rusija, Francuska, Španjolska, te tadašnje talijanske države, što je kasnije preuzela Italija. "Status quo" koji je, osim odredbi za baziliku Svetoga groba, sadržavao i one koje se tiču drugih svetišta Svete zemlje, postao je dijelom dogovora Bečkog (1814. – 1815.) i osobito Berlinskog kongresa (1878. godine).

### Nakon Prvog svjetskog rata
Za vrijeme Britanskog mandata u Palestini, "Status quo" je ostao na snazi, kao i u Jordanskom Kraljevstvu (1948. – 1967.) i Izraelu (od 1967.).
1927. Jeruzalem je pogodio razoran potres koji je građevini nanio velika oštećenja. Obnova, započeta 1960. godine, pružila je mogućnost još boljega upoznavanja njezine povijesti te topografije ovog mjesta u 1. stoljeću, to jest u vrijeme Isusa Krista.

## Današnje stanje
Bazilika Svetog groba i danas je vođena prema pravilima "Statusa quo" i, premda povremeno dolazi do nesporazuma među različitim kršćanskim zajednicama, obično ne dolazi do sukoba.
Vlasništvo nad čitavom crkvom i dalje je zajedničko - pravoslavno, katoličko i armensko - a za neke je njezine dijelove točno određeno kome pripadaju. Tako je sama kapela s Isusovim grobom zajednička, kao i okrugli prostor oko njega, dok pojedine zajednice imaju vlastite katove galerije uokolo. Glavna lađa crkve iz križarskog doba pripada grčkim pravoslavcima, a oltar svete Marije Magdalene s okolnim prostorom, kao i kapela Ukazanja Mariji pripadaju katolicima. Kalvarija je podijeljena na dva gotovo jednaka dijela, katolički i pravoslavni. Od dvije kripte, jedna je armenska, a druga, posvećena Nalasku svetoga križa, katolička.
Osim vlasništva, postoje i osobita prava što ih svaka zajednica ima unutar crkve, tako da na prostoru koji je vlasništvo jedne Crkve, neka druga Crkva može imati pravo služiti svoju liturgiju.
Posebni propisi vrijede za veće blagdane, a osobito za korizmu, Veliki tjedan i Uskrs.
Dužnost čuvara Kristova groba obavlja i hrvatski franjevac Siniša Srebrenović.
Blagodatni oganj je godišnja ceremonija koja se održava u Bazilici Svetoga groba u Jeruzalemu na Veliku subotu, dan prije pravoslavnog Uskrsa. Prema vjerovanju pravoslavnih kršćana, čudesno plavo svjetlo i vatra pojavljuju se unutar edikule (gdje se vjeruje da je Isusov grob), zapaljeni Duhom Svetim, simbolizirajući svjetlo uskrslog Krista. Hodočasnici i klerici tvrde da ih vatra ne prži.

### Ostali projekti
|  | Zajednički poslužitelj ima još gradiva o temi Bazilika svetog groba |